# Al Jufrah
Al Jufrah (arabiska: الجفرة är ett av Libyens tjugotvå distrikt (shabiyah). Den administrativa huvudorten är Houn. Distriktet gränsar mot distrikten Surt, Al Wahat, Al Kufrah, Murzuq, Sabha, Wadi Al Shatii och Al Jabal al Gharbi. 